# Cohors VII Gallorum
Die Cohors VII Gallorum [pia fidelis] [equitata] [Gordiana] (deutsch 7. Kohorte der Gallier [loyal und treu] [teilberitten] [die Gordianische]) war eine römische Auxiliareinheit. Sie ist durch Militärdiplome und Inschriften belegt.

## Namensbestandteile
- Cohors: Die Kohorte war eine Infanterieeinheit der Auxiliartruppen in der römischen Armee.

- VII: Die römische Zahl steht für die Ordnungszahl die siebte (lateinisch septima). Daher wird der Name dieser Militäreinheit als Cohors septima .. ausgesprochen.

- Gallorum: der Gallier. Die Soldaten der Kohorte wurden bei Aufstellung der Einheit aus den verschiedenen Stämmen der Gallier auf dem Gebiet der römischen Provinz Gallia Lugdunensis rekrutiert.

- pia fidelis: loyal und treu. Die Ehrenbezeichnung wurde vermutlich von Trajan während des zweiten Dakerkrieges verliehen.[1] Der Zusatz kommt in einer Inschrift[2] vor.

- equitata: teilberitten. Die Einheit war ein gemischter Verband aus Infanterie und Kavallerie. Der Zusatz kommt in einer Inschrift[3] vor.

- Gordiana: die Gordianische. Eine Ehrenbezeichnung, die sich auf Gordian III. (238–244) bezieht. Der Zusatz kommt in einer Inschrift[4] vor.

Da es keine Hinweise auf den Namenszusatz milliaria (1000 Mann) gibt, war die Einheit eine Cohors quingenaria equitata. Die Sollstärke der Kohorte lag bei 600 Mann (480 Mann Infanterie und 120 Reiter), bestehend aus 6 Centurien Infanterie mit jeweils 80 Mann sowie 4 Turmae Kavallerie mit jeweils 30 Reitern.

## Geschichte
Die Kohorte war in den Provinzen Moesia, Moesia inferior und Syria (in dieser Reihenfolge) stationiert. Sie ist auf Militärdiplomen für die Jahre 75 bis 156/157 n. Chr. aufgeführt.
Die Einheit nahm möglicherweise am Jüdischen Krieg teil. Sie kam vermutlich 69 mit Gaius Licinius Mucianus in den unteren Donauraum und verblieb dann dort.
Der erste Nachweis der Einheit in Moesia beruht auf einem Diplom, das auf 75 datiert ist. In dem Diplom wird die Kohorte als Teil der Truppen (siehe Römische Streitkräfte in Moesia) aufgeführt, die in der Provinz stationiert waren. Weitere Diplome, die auf 77/78 bis 114 datiert sind, belegen die Einheit in derselben Provinz (bzw. ab 92 in Moesia inferior).
Zu einem unbestimmten Zeitpunkt wurde die Kohorte nach Syria verlegt, möglicherweise unter Trajan für seinen Partherkrieg oder auf Grund des Bar-Kochba-Aufstands unter Hadrian. Der erste Nachweis der Einheit in der Provinz beruht auf einer Inschrift, die auf 138 datiert ist. Durch ein Diplom ist sie erstmals 153 in Syria nachgewiesen. In dem Diplom wird die Kohorte als Teil der Truppen (siehe Römische Streitkräfte in Syria) aufgeführt, die in der Provinz stationiert waren. Ein weiteres Diplom, das auf 156/157 datiert ist, belegt die Einheit in derselben Provinz.
Der letzte Nachweis der Kohorte beruht auf einer Inschrift, die auf 241/244 datiert wird.

## Standorte
Standorte der Kohorte in Syria waren möglicherweise:
- Hatne: zwei Inschriften[10] wurden hier gefunden.

## Angehörige der Kohorte
Folgende Angehörige der Kohorte sind bekannt:

### Kommandeure
| - [C]laudius []: er wird auf dem Diplom von 109 als Kommandeur genannt. - Gaius Iulius Corinthianus, ein Präfekt - Marcus Macrinius Avitus Catonius Vindex, ein Präfekt | - Gaius Iulius Capito: er wird auf dem Diplom von 92 als Kommandeur genannt. - Publius Helvius Pertinax, ein Präfekt |

### Sonstige
| - Macrinus, ein Reiter: das Diplom von 92 wurde für ihn ausgestellt. | - Marius Celsus, ein Soldat (CIL 3, 7548) |